# La Symphonie des héros
Pour plus de détails, voir Fiche technique et Distribution.
La Symphonie des héros (Counterpoint) est un film américain réalisé par Ralph Nelson, sorti en 1967.

## Synopsis
L'illustre chef d'orchestre américain Lionel Evans effectue, dans la Belgique ravagée par les combats de 1944, une tournée avec ses soixante-dix musiciens pour les armées alliées. Dès la première représentation, le concert est interrompu par une alerte. Évacués par autocar, les musiciens tombent dans une embuscade nazie. Les forces allemandes les font prisonniers et décident de les exécuter sur le champ. Mais Evans affirme que la convention de Genève les protège en tant que non belligérants. Toute la troupe est amenée dans un château commandé par le général Schiller, qui se trouve être un grand mélomane.

## Fiche technique
- Titre français : La Symphonie des héros
- Titre original : Counterpoint
- Réalisation : Ralph Nelson
- Scénario : Joël Oliansky & James Lee, d'après le roman The General d'Alan Sillitoe
- Musique : Bronisław Kaper
- Photographie : Russell Metty
- Décors : John McCarthy Jr. et George Milo
- Direction Artistique : Carl Anderson et Alexander Golitzen
- Costumes : Burton Miller
- Maquillages :Bud Westmore
- Montage : Howard Epstein
- Production : Richard Berg
- Société de production et de distribution : Universal Pictures
- Pays :  États-Unis
- Langue : Anglais, Allemand
- Format : Couleur - Mono - 35 mm - 2.35:1
- Genre : Guerre, Drame
- Durée : 107 min
- Affiche : Jean Mascii (France)

## Distribution
- Charlton Heston (VF : Jean-Claude Michel) : Lionel Evans
- Maximilian Schell (VF : Roger Rudel) : Le général Schiller
- Kathryn Hays (VF : Martine Sarcey) : Annabelle Rice
- Leslie Nielsen (VF : Roland Ménard) : Victor Rice
- Anton Diffring (VF : Jean Berger) : Le colonel Arndt
- Linden Chiles (VF : Jacques Deschamps) : Le lieutenant Long
- Peter Masterson (VF : Jacques Thébault) : Le sergent Calloway
- Curt Lowens (VF : René Bériard) : Le capitaine Klingerman
- Neva Patterson : Dorothy
- Gregory Morton (VF : Louis Arbessier) : Jordon
- Cyril Delevanti : Tartzoff